# Tomislav Butina
Tomislav Butina (Zagreb, 30 de março de 1974) é um ex-futebolista profissional croata, que atuava como goleiro.

## Carreira
Butina ingressou nas categorias de base do Dinamo Zagreb, e fez sua estreia profissional na recém criada liga croata, a Prva HNL, fazendo sua estreia em 27 de maio de 1993. Sendo reserva do experiente goleiro Dražen Ladić, ele foi emprestado três vezes nas seguintes temporadas.

## Seleção
Atuou em duas Copas do Mundo e integrou a Seleção Croata de Futebol na Eurocopa de 2004.